# Leonor Michaelis
Leonor Michaelis (16. ledna 1875, Berlín – 8. října 1947, New York)
byl německý biochemik a lékař známý svou spoluprací s Maud Mentenovou na enzymové kinetice a jako spolutvůrce rovnice Michaelise-Mentenové.
Narodil se v Berlíně. Vystudoval lékařství ve Freiburgu kde absolvoval v roce 1897. Poté se přestěhoval do Berlína, kde téhož roku obdržel doktorát. Michaelis pracoval postupně jako asistent Paula Ehrlicha
(1898–1899), Moritze Littena (1899–1902) a Ernsta Viktora von Leydena (1902–1906). V roce 1906 se stal ředitelem bakteriologické laboratoře v berlínské nemocnici "Am Urban". V roce 1908 byl jmenován mimořádným profesorem na Humboldt-Universität zu Berlin. V roce 1922 přesídlil na Nagoyskou universitu v Japonsku jako profesor biochemie a v roce 1929 pak finálně do
Rockefeller Institute of Medical Research v New Yorku, kde zůstal až do své smrti.
Mimo jeho role při formulaci rovnice Michaelis-Mentenové (1913) objevil Janusovu zeleň na supravitální barvení mitochondrií a zjistil, že kyselina thiooctová je schopna rozrušovat disulfidické můstky v keratinu, čehož se dodnes využívá při tvorbě vlnitých vlasů při trvalé.